# Università HafenCity
L'Università HafenCity di Amburgo (in tedesco HafenCity Universität Hamburg, abbreviato HCU) - nota anche come University Of The Built Environment And Metropolitan Development (Università dell'ambiente costruito e dello sviluppo metropolitano) - è un'università pubblica di Amburgo, in Germania, che si occupa di corsi di architettura, ingegneria civile e pianificazione urbana.
Il nome dell'università si riferisce alla sua ubicazione nella HafenCity di Amburgo, sede di un progetto di riqualificazione urbana in cui i vecchi magazzini portuali di Amburgo sono stati sostituiti da uffici, hotel, negozi, edifici ufficiali e aree residenziali.